# Herb Leszna
Herb Leszna – jeden z symboli miejskich Leszna.

## Wygląd i symbolika
Herb przedstawia na tarczy dwudzielnej w słup: w prawej (heraldycznie) połowie na złotym tle niecałą głowę tura w kolorze czarnym, biało cieniowaną, ze skręconym złotym kółkiem w nozdrzach, czarno cieniowanym, w lewej połowie na czerwonym tle topór z ostrzem w kolorze białym ze złotą rękojeścią. W środku głównej tarczy mniejsza tarcza z poszczerbionym herbem Sulima (pozbawionym korony), którego tarcza podzielona poziomo na dwie równe części: w górnej na złotym tle wynurza się większa część czarnego orła, biało cieniowanego, z czerwonym dziobem i językiem, dolna część tarczy niebieska.

## Historia
Pierwszy herb samorządu miejskiego otrzymało Leszno od Rafała Leszczyńskiego po uzyskaniu praw miejskich w 1547 roku. Herb ten przedstawiał na dwudzielnej tarczy: w prawej (heraldycznie) części niecały łeb byka z kółkiem w nozdrzach, w lewej topór zwrócony na lewo. Herbem powstałym z połączenia herbu Wieniawa Leszczyńskich i herbu Topór Tęczyńskich posługiwano się do 1738 roku. Aleksander Józef Sułkowski nowy właściciel Leszna do dotychczasowego godła dodał herb Sulima Sułkowskich (bez kamieni heraldycznych w kształcie krzyżyków równoramiennych), a główna tarcza stała się jednodzielna. 
Rządy Pruskie wprowadziły herb jednopolowy z czarną, niecałą głową byka z białym kółkiem w nozdrzach z prawej strony i z toporem białym, czarno cieniowanym z żółtą (złotą) rękojeścią z lewej strony. Pośrodku głównej tarczy była mała tarcza z uszczerbionym herbem Sulima – w górnej połowie na różowym tle pół orzeł czarny w mitrze z otwartym dziobem, biało cieniowanym, dolna połowa pusta, Ciemnoniebieska. Całość znajdowała się na polu czerwonym.
Po odzyskaniu niepodległości posługiwano się dwudzielnym herbem Sułkowskich do początku lat trzydziestych XX wieku, wtedy władze miejskie Leszna zaczęły używać pełnego herbu Sulima, z trzema kamieniami heraldycznymi w dolnej części małej tarczy. Rada Miejska 5 grudnia 1938 roku uchwaliła nowy projekt herbu Leszna uzgodniony z Ministerstwem Spraw Wewnętrznych i Ministerstwem Wyznań Religijnych i Oświecenia Publicznego którego zatwierdzenie uniemożliwił wybuch wojny.
Po II wojnie światowej używano herbu z 1932 roku, aż od 28 stycznia 1992 kiedy uchwałą Rady Miejskiej w Lesznie powrócono do wzoru z grudnia 1938 roku.